# Comerțul exterior al României
În noiembrie 2009, companiile străine dețineau o pondere de circa o treime din cifra de afaceri totală de 250 miliarde de euro a companiilor din România și un număr de 760.000 de salariați, adică 17% din totalul angajaților din economie.
În anul 2008, exportul a atins un nivel de 33,6 miliarde de euro, în creștere cu aproape 14% față de 2007.
În anul 2008, comerțul exterior s-a ridicat la 89,7 miliarde de euro, înregistrând o creștere cu 11% comparativ cu valoarea din anul precedent, 56,1 miliarde euro reprezentând importuri, iar 33,6 miliarde fiind exporturile.
În anul 2009, comerțul exterior al României a fost de 68 de miliarde de euro, cu exporturi în valoare de 29,1 miliarde euro și importuri în valoare de 38,9 miliarde euro, având un deficit comercial de 9,8 miliarde euro.
În anul 2008, deficitul de cont curent însumase 16,1 miliarde euro, echivalent cu 11,8% din produsul intern brut (PIB).
În 2008, exportul anual al României a urcat până la 48,1 miliarde de dolari, iar importul a ajuns la 80,3 miliarde de dolari, deficitul comercial fiind de 32,2 miliarde de dolari.
În 1989, importurile erau de 8,43 miliarde de dolari, iar exporturile de 10,5 miliarde dolari.

### Investițiile străine
Investiții străine în România:

| An            | 2012 | 2009 | 2008  | 2007  | 2006  | 2005  | 2004  | 2003  |
| ------------- | ---- | ---- | ----- | ----- | ----- | ----- | ----- | ----- |
| miliarde Euro | 1,6  | 4,89 | 9,496 | 7,250 | 9,059 | 5,213 | 5,183 | 1,946 |

În anul 1998 România a înregistrat un volum-record al investițiilor străine, de peste două miliarde de dolari. În perioada 1999 - 2002, acestea au scăzut la 1-1,2 miliarde de dolari pe an.
Până în iulie 2009, țările care au injectat cei mai mulți bani în mediul de business din România sunt, în această ordine: Olanda, Austria, Germania și Franța.
Aflată pe locul al patrulea, Franța deținea un procent de 11% din investițiile străine, cu 5 miliarde Euro..
În mai 2008, cele mai mari investiții străine în România erau:
- Renault - 676 de milioane de euro
- Egger - 210 milioane euro în fabrica de prelucrare materiale lemnoase din Rădăuți
- Calsonic Kansei - 120 de milioane de euro
- Saint Gobain - 120 de milioane de euro
- Delphy Diesel - 100 de milioane de euro
- Nokia - 60 de milioane de euro la fabrica de la Jucu

### Exporturi
În anul 2008, exporturile României s-au majorat cu aproximativ 25%, până la un nivel de 49 miliarde de dolari (124 miliarde de lei), cel mai mare exportator fiind Rompetrol, cu suma de 1,6 miliarde dolari.
În anul 2010, exporturile României au fost de 37,2 miliarde de euro iar importurile de 46,7 miliarde euro.

### Schimburi comerciale cu Statele Unite
Din 1960, când au avut loc primele schimburi interculturale prin intermediul burselor Fulbright, până în iunie 2011, administrația SUA a pompat 1,1 miliarde de dolari în diferite proiecte politice, economice, militare, sociale, educaționale, culturale și de protecția mediului.
De departe, grosul fondurilor au venit prin intermediul USAID, agenția americană pentru dezvoltare internațională, care a pus la dispoziția României peste 620 de milioane de dolari.
Cu acești bani au fost finanțate proiecte privind îm bunătățirea guvernării democratice, reformarea statului de drept și consolidarea societății civile.
România a mai beneficiat de peste 340 de milioane de dolari prin intermediul cooperării cu Departamentul Apărării.
Fondurile au servit, în bună măsură, achiziției de echipament, serviciilor și pregătirii militare necesare pentru îmbunătățirea capacității de apărare a României.
Peste 30 de milioane de dolari au luat drumul României prin intermediul programelor susținute de Departamentul de Stat, iar alte 61.5 prin cele sprijinite de Departamentul Energiei.
O contribuție semnificativă au avut-o și Peace Corps - Voluntarii Corpului Păcii.
Peste 1.040 de voluntari au lucrat în România din 1991 în cadrul unor proiecte care au fost finanțate cu peste 38 de milioane de dolari.
Din 1990 și până în iunie 2011, aproape 100 de companii americane au investit aproximativ un miliard de dolari în România.
Investițiile acestora asigură în prezent aproximativ 15.000 de locuri de muncă și experiență profesională pentru manageri și angajați români.
Volumul schimburilor comerciale dintre România și Statele Unite se ridică la 1,3 miliarde euro în anul 2007, exporturile companiilor românesti pe piața americană însumând 593 milioane euro, reprezentând doar 2% din totalul exporturilor României. Importurile americane, în schimb, au fost de 688 milioane de euro. Deși volumul schimburilor comerciale este destul de mic, SUA sunt un important partener economic al României, dacă se ia în considerare implicarea companiilor americane. În topul marilor investitori americani în România se regăsesc nume precum Microsoft, General Electric, Coca-Cola, Smithfield Foods, UPC și Ford.

### Schimburi comerciale cu Republica Populară Chineză
China este cel mai important partener comercial al României din zona asiatică.
La sfârșitul anului 2008, volumul schimburilor comerciale dintre cele două țări a totalizat 3,8 miliarde de dolari.
Balanța comercială este defavorabilă României cu 1,34 miliarde dolari.
Investițiile realizate în România de cele 9.500 de firme cu capital chinez înregistrate au totalizat 330 milioane dolari, China plasându-se astfel pe locul 17 în ceea ce privește investițiile străine în România.
În iulie 2006, erau înmatriculate în România 8.447 de societăți cu capital chinez, poziționând China pe locul 4 în calasmentul efectuat în funcție de numărul de societăți.
Domeniile către care erau îndreptate cu precădere investițiile chineze erau comerțul cu ridicata - 79%, comerțul cu amănuntul - 10%, industrie - 7%.
În anul 2005, 61% din produsele contrafăcute existe pe piața românească au provenit din China.
Printre cele mai mari investiții chineze în România se numără producătorul de țigări Sinoroma (36 milioane euro) și producătorul de biciclete Eurosport DHS (6 milioane de euro).
Valoarea schimburilor comerciale (milioane dolari):
| Anul                       | 2013  | 2011      | 2009  | 2008  | 2002 | 2001 |
| -------------------------- | ----- | --------- | ----- | ----- | ---- | ---- |
| Total schimburi comerciale | 3.600 | 2.890 (€) | 2.700 | 3.800 | 753  | 355  |
| Export China -> România    | 2.400 | 2.500 (€) | -     | -     | -    | -    |
| Export România -> China    | 1.200 | 390 (€)   | -     | -     | -    | -    |

### Schimburi comerciale cu Germania
La finalul anului 2009, numărul investitorilor germani în România a ajuns la peste 17.000, iar valoarea investițiilor a depășit 2,7 miliarde de euro.
La sfârșitul anului 2013, la Oficiul Național al Registrului Comerțului erau înregistrate 20.150 firme cu capital german iar valoarea capitalului subscris se ridica la suma de 4,39 miliarde de euro.
În anul 2014, cele 500 de firme membre ale Camerei de Comerț și Industrie Româno-Germană generau aproximativ 300.000 de locuri de muncă.
Valoarea schimburilor comerciale (milioane euro):
| Anul                       | 2013   | 2010   | 2009   | 2007   |
| -------------------------- | ------ | ------ | ------ | ------ |
| Total schimburi comerciale | 19.500 | 14.119 | 12.200 | 13.700 |
| Export Germania -> România | 10.300 | 7.430  | 6.700  | 8.700  |
| Export România -> Germania | 9.200  | 6.680  | 5.500  | 5.000  |

### Schimburi comerciale cu Italia
În anul 2008, schimburile comerciale între Italia și România au depășit 11,5 miliarde euro.
În decembrie 2007, în România activau peste 22.000 de societăți italiene, comunitatea oamenilor de afaceri italieni avea anual o cifră de afaceri de circa 850 milioane de euro și ofereau în jur de 800.000 de salarii.
În anul 2006, România a exportat în Italia bunuri în valoare  de peste 4,6 miliarde de euro, reprezentând 17,9% din totalul exporturior românești și a importat în valoare de aproximativ 6 miliarde de euro.
În anul 2005, Italia era primul partener comercial al României, schimburile comerciale dintre cele două țări ridicându-se la 9,3 miliarde euro.
Valoarea schimburilor comerciale (milioane euro):
| Anul                       | 2009  | 2008   | 2006   |
| -------------------------- | ----- | ------ | ------ |
| Total schimburi comerciale | 9.040 | 11.560 | 10.600 |
| Export Italia -> România   | 4.570 | 6.380  | 6.000  |
| Export România -> Italia   | 4.470 | 5.180  | 4.600  |

### Schimburi comerciale cu Franța
Franța este un important partener economic al României, atât în ceea ce privește schimburile comerciale bilaterale, care au atins nivelul de 4,8 miliarde euro la sfârșitul anului 2009, cât și în privința investițiilor străine, unde Franța ocupă locul 4 în topul investitorilor, cu circa 6.000 firme cu capital francez și o investiție totală de 2,2 miliarde euro.
În anul 2012, Franța ocupa locul patru în topul investitorilor străini în România.
Investițiile franceze sunt concentrate mai ales pe sectorul auto, financiar, energie și retail.
În România sunt prezente grupurile Renault, Michelin, Faurecia, Valeo, în sectorul auto, BRD-Groupe Societe Generale, Groupama, Cardiff, AXA Asigurări, în sectorul financiar, Orange, Alcatel-Lucent, în telecomunicații, Danone, Lactatis, Souflet, în sectorul agroalimentar, Carrefour, Auchan, Cora, Intermarche, în sectorul de retail, Sanofi-Aventis, Servier, pe piața farmaceutică, Accor în turism, GDF Suez, Alstom, Veolia în energie, Bouygues, Vinci și Colas cu investiții în infrastructură, Lafarge, Saint Gobain, în construcții, Bricostore, MR Bricolage, Leroy Merlin pe segmentul bricolaj.
În anul 2009, exporturile României către Franța au fost de 2,4 miliarde euro (8,2% din totalul exporturilor).
Exporturile românești au fost în valoare de 1,656 miliarde euro la finele lui 2005 și au crescut în perioada 1991-2005 de 12 ori.
În anul 2004, nivelul schimburilor comerciale între cele două state s-a majorat cu 29 la sută, până la 3,5 miliarde euro.
Valoare schimburi comerciale (milioane euro):
| Anul                       | 2009  | 2005  | 2004  |
| -------------------------- | ----- | ----- | ----- |
| Total schimburi comerciale | 4.800 | 3.852 | 3.500 |
| Export Franța -> România   | 2.400 | 2.195 | -     |
| Export România -> Franța   | 2.400 | 1.656 | -     |

### Schimburi comerciale cu Spania
La finalul anului 2009, în România activau 3.718 companii cu participare spaniolă în capitalul social, față de 3.451 de companii active în decembrie 2008.
Aproape jumătate din aceste companii activează în domeniul construcțiilor și cel imobiliar.
În anul 2006 volumul total al schimburilor comerciale dintre România și Spania a fost de 1,5 miliarde de euro, exporturile ridicându-se la 605,8 milioane euro, iar importurile la 953 milioane euro.
În anul 2007, schimburile comerciale s-au situat tot la 1,5 miliarde euro.
În anul 2010 valoarea totală a schimburilor comerciale a fost de peste 1,9 miliarde euro.
România a exportat în Spania produse în valoare de circa 1,042 miliarde euro, în timp ce valoarea importurilor a fost de aproape 873,4 milioane euro.

### Schimburi comerciale cu Marea Britanie
În anul 1998, totalul schimburilor comerciale între România și Marea Britanie  s-a situat între 750-800 milioane dolari, care se împărțeau aproape egal.

### Schimburi comerciale cu Grecia
Grecia se situează pe locul nouă ca volum de investiții în România, cu 3,3 miliarde euro capital investit până în 2007.
În martie 2007, erau înregistrate 3.164 companii cu capital grecesc.
La 30 noiembrie 2009 erau înregistrate în România 4.685 societăți cu participare elenă (2,83% din numărul total de societăți străine), având un capital social total de 1,3 miliarde euro.
În anul 2008 volumul schimburilor comerciale România - Grecia a atins un nivel de 1,297 miliarde de euro, în scădere ușoară față de nivelul de 1,31 de miliarde de euro înregistrat în anul anterior, din cauza diminuării exporturilor României în Grecia cu aproximativ 10 milioane de euro, de la 536 de milioane de euro la 525 de milioane de euro și a menținerii exporturilor grecești în România la aproximativ același nivel, de 772 de milioane de euro.
Cele mai importante domenii în care grecii au investit sunt: telecomunicațiile (OTE și Cosmote), sistemul bancar (Alpha Bank, Egnatia Bank, Emporiki Bank, Piraeus Bank), asigurări (Interamerican), tehnologia informației (Intrarom), panificație (Moara Loulis), metalurgie (Sometra Copșa Mică) și industria alimentară (Gregory's și Everest).
Valoare schimburi comerciale (milioane euro):
| Anul                       | 2008  | 2007  | 2006  | 2005 |
| -------------------------- | ----- | ----- | ----- | ---- |
| Total schimburi comerciale | 1.297 | 1.310 | 1.100 | 842  |
| Export Grecia -> România   | 772   | 774   | 595   | 408  |
| Export România -> Grecia   | 525   | 536   | 505   | 434  |

### Schimburi comerciale cu Austria
În perioada 1990 - 2005, firmele austriece se situau pe primul loc în clasamentul investițiilor străine din România, valoarea investită depășind 3 miliarde de euro.
Numărul de angajați la firmele mixte înființate depășea 100.000.
Primele cinci cele mai mari investiții austriece în România sunt : OMV prin achiziția Petrom, Raiffeisen prin deschiderea filialei din România, Brau Immobilien prin înființarea de facilități de producție și desfacere, OMV Refining prin investiția OMV România Mineraloel, și Eurobilla prin investiția în filiala locală de afaceri imobiliare.
Până în prezent valoarea investițiilor companiilor austriece pe plan local s-a ridicat la 10 miliarde de euro, Austria fiind cel mai important investitor, cu 20% din volumul total al investițiilor în România.
În februarie 2011, în România existau peste 5.800 de companii cu capital austriac, ce angajau 100.000 persoane, și peste 1.000 de investitori austrieci activi.
Printre principalii investitori austrieci se numără OMV, Erste Bank Group, Raiffeisen, Vienna Insurance Group, Lasselsberger/Sanex, Kronospan, Egger.
În 2009 nivelul investițiilor realizate pe plan local de către companiile austriece s-a ridicat la 500 milioane euro, valoare estimată și pentru 2010.

### Schimburi comerciale cu Elveția
În anul 2013, principalii investitori elvețieni în România erau: Holcim – cel mai mare investitor (ciment), Swisspor, Sika (materiale construcții), ABB (energie), Ameropa, Greenfiber (petrochimie), Novartis-Sandoz, Roche, Helvetica Profarm (farmaceutică), Nestlé, Läderach, Pacovis, Karpaten Meat (industria alimentară), Philipp Morris (tutun), Rieker (încălțăminte), Seco, Sefar (industria textilă), Ringier, Edipresse (presă) etc.

### Schimburi comerciale cu Cehia
Schimburile comerciale dintre România și Cehia s-au intensificat începând cu anul 2000, mai ales din perspectiva dezvoltării investițiilor cehe în România.
La sfârșitul anului 2010, comerțul cu Cehia reprezenta 2% din comerțul exterior al României, iar comerțul cu România 0,9% din comerțul exterior al Cehiei.
Cea mai mare companie cehă prezentă în România este grupul CEZ, unul dintre cei mai puternici producători, furnizori și distribuitori de energie din Europa, care a achiziționat în anul 2005 societatea de distribuție Electrica Oltenia.
Alți investitori cehi importanți sunt compania farmaceutică Zentiva și producătorul de conserve Hame care a reconstruit fabrica din Caracal și a privatizat compania Antrefrig.
Valoare schimburi comerciale (milioane euro):
| Anul                       | 2010  | 2009  | 2008  | 2007  | 2006  | 2005 | 2000 |
| -------------------------- | ----- | ----- | ----- | ----- | ----- | ---- | ---- |
| Total schimburi comerciale | 1.684 | 1.396 | 1.936 | 1.645 | 1.301 | 960  | 236  |
| Export Cehia -> România    | 1.112 | 917   | 1.410 | 1.230 | 1.007 | 747  | 214  |
| Export România -> Cehia    | 571   | 479   | 526   | 406   | 294   | 212  | 22   |

### Schimburi comerciale cu Ungaria
Tranzacțiile comerciale cu Ungaria - principalul partener comercial regional al României - au urcat de la 644 milioane euro în 1999, la peste 5,8 miliarde euro în anul 2008.
În același timp, deficitul comercial al României în relația cu Ungaria a crescut de la 134 milioane euro la peste 2,46 miliarde euro.
În anul 2009, importurile României din Ungaria au fost de 3,3 miliarde euro (8,4% din totalul importurilor).
Valoare schimburi comerciale (milioane euro):
| Anul                       | 2008  | 2000 | 1999 |
| -------------------------- | ----- | ---- | ---- |
| Total schimburi comerciale | 5.885 | 947  | 644  |
| Export Ungaria -> România  | 4.177 | 560  |      |
| Export România -> Ungaria  | 1.708 | 387  |      |

### Schimburi comerciale cu Bulgaria
În iulie 2011 erau înregistrate în România 1.353 societăți comerciale cu capital bulgar, reprezentând 0,77% din numărul total de companii cu participare străină la capitalul social.
Valoarea totală a capitalului investit a fost de 47,54 milioane euro (locul 34 în clasamentul pe țări).
Bulgaria a exportat în România, în primele 11 luni ale anului 2011, bunuri și servicii în valoare de circa 1,75 miliarde de euro, iar importurile din România în Bulgaria s-au ridicat la 1,44 miliarde de euro.
Valoare schimburi comerciale (milioane euro):
| Anul                       | 2010  | 2008  | 2005 | 2000 | 1998 |
| -------------------------- | ----- | ----- | ---- | ---- | ---- |
| Total schimburi comerciale | 2.700 | 2.366 | 909  | 411  | 180  |
| Export Bulgaria -> România | 1.300 | 976   | 316  | 96   | -    |
| Export România -> Bulgaria | 1.400 | 1.390 | 593  | 315  | -    |

### Schimburi comerciale cu Polonia
Valoare schimburi comerciale (milioane euro):
| Anul                       | 2009  | 2009  | 2008  | 2000 |
| -------------------------- | ----- | ----- | ----- | ---- |
| Total schimburi comerciale | 2.730 | 2.031 | 2.593 | 320  |
| Export Polonia -> România  | -     | -     | 1.925 | 210  |
| Export România -> Polonia  | -     | -     | 668   | 110  |

### Schimburi comerciale cu Serbia
Valoare schimburi comerciale (milioane euro):
| Anul                       | 2008 | 2000 |
| -------------------------- | ---- | ---- |
| Total schimburi comerciale | 713  | 223  |
| Export Serbia -> România   | 245  | 71   |
| Export România -> Serbia   | 468  | 152  |

### Schimburi comerciale cu Macedonia
În anul 2005, România a exportat în Macedonia în valoare de 47,5 milioane euro și a importat de 3,4 milioane euro.

### Schimburi comerciale cu Croația
În anul 2005, România a exportat în Croația în valoare de 187,6 milioane euro și a importat de 61,6 milioane euro.

### Schimburi comerciale cu Turcia
România este primul partener economic al Turciei în Balcani și al doilea în regiunea Marii Negre, respectiv a 11-a piață de export ( cu 2,28% din totalul exportului turc) și 12-a piață pentru import a acestei țări (cu 1,86% din totalul importurilor turcești).
Turcia este primul partener al României în cadrul schimburilor comerciale extracomunitare și, începând cu anul 2008, este al treilea partener la export.
Turcia ocupă de asemenea locul al 14-lea în topul investitorilor străini în România.
Astfel, la 31 decembrie 2010, erau înregistrate în România 12.036 de societăți cu capital turcesc, cu un capital total investit (investiții directe) de 433,1 milioane euro (531,3 milioane USD).
În anul 2009, doar 100 de firme cu capital românesc erau înregistrate în Turcia.
Valoare schimburi comerciale (milioane euro):
| Anul                       | 2012  | 2011  | 2010  | 2009  | 2008  | 2007  | 1993    |
| -------------------------- | ----- | ----- | ----- | ----- | ----- | ----- | ------- |
| Total schimburi comerciale | 4.303 | 4.683 | 4.300 | 2.900 | 5.000 | 4.834 | 300 ($) |
| Export România -> Turcia   | 2.462 | 2.781 | 2.563 | 1.451 | 2.204 | 2.071 | -       |
| Export Turcia -> România   | 1.841 | 1.902 | 1.721 | 1.459 | 2.776 | 2.763 | -       |

### Schimburi comerciale cu Ucraina
Valoare schimburi comerciale (milioane euro):
| Anul                       | 2008  | 2007  | 2000 |
| -------------------------- | ----- | ----- | ---- |
| Total schimburi comerciale | 1.348 | 1.116 | 311  |
| Export Ucraina -> România  | 523   | 577   | 214  |
| Export România -> Ucraina  | 825   | 539   | 97   |

### Schimburi comerciale cu Japonia
La 31 mai 2007, in România erau înregistrate 202 societăți cu participare japoneză, valoarea capitalului investit în economia româneasca apropiindu-se de 90 de milioane euro.
În anul 2009, România a exportat în Japonia produse in valoare de 81 milioane euro, de 4,8 ori mai mult decât în 2000, și a importat din Japonia produse de 187 milioane euro, aproape de nivelul de 186 milioane euro din 2000.
Valoarea schimburilor comerciale româno-japoneze au fost de 608 milioane euro în 2006.
Volumul exportului românesc a atins, la sfârșitul anului 2006, circa 82 de milioane euro, în timp ce importul a depășit 526 milioane euro.

## Schimburi comerciale cu Rusia
La sfârșitul anului 2009, în România existau 331 societăți mixte româno-ruse, cu un capitalul social total de 4,2 milioane USD.
În anul 2007, cifra de afaceri a companiilor controlate de investitorii ruși în România a fost de 3,6 miliarde de euro.
În perioada anilor 1980, comerțul bilateral cu fosta URSS a fost echilibrat, balanța comercială îregistrând mici variații, plus sau minus, de ambele părți.
Dezechilibrul a apărut după destrămarea unei structuri economice importante, CAER, condusă de Moscova și care reunea toate statele socialiste, și a unul politic, fosta Uniune Sovietică.
Valoare schimburi comerciale (milioane euro):
| Anul                       | 2009  | 2008  | 2007  | 2006  | 2005  | 1999    | 1996      |
| -------------------------- | ----- | ----- | ----- | ----- | ----- | ------- | --------- |
| Total schimburi comerciale | -     | -     | -     | -     | -     | 749 ($) | 1.596 ($) |
| Export Rusia -> România    | 5.011 | 2.094 | 4.417 | 4.022 | 3.338 | 702     | 1.432     |
| Export România -> Rusia    | 897   | 716   | 582   | 374   | 230   | 47      | 164       |

## Schimburi comerciale cu Republica Moldova
În anul 2008, valoarea totală a importurilor Republicii Moldova din România a fost de 449 milioane dolari.
În anul 2011, ponderea investițiilor românești în totalul investițiilor străine directe din Moldova era de circa 8%, valoarea acestora fiind de aproape 100 de milioane de dolari, iar suma era comparabilă cu valoarea investițiilor moldovenești în România.
Valoare schimburi comerciale (milioane euro):
| Anul                                | 2010    | 2009    | 2008 | 2000 |
| ----------------------------------- | ------- | ------- | ---- | ---- |
| Total schimburi comerciale          | 644 ($) | 551 ($) | 802  | 200  |
| Export Republica Moldova -> România | 257     |         | 240  | 45   |
| Export România -> Republica Moldova | 386     |         | 562  | 155  |

## Schimburi comerciale cu Israel
Comerțul dintre România și Israel în anul 2010 a fost de 427 milioane de dolari.

## Schimburi comerciale cu Irak
România, alături de alte state, a restructurat datoria irakiană, datorie făcută înainte de 1989.
În 2006 Irakul a recunoscut o datorie față de România de 977 milioane de dolari care va fi achitată, potrivit Ministerului Finanțelor, eșalonat, până în 2028.
La insistențele americane, o sumă importantă din datorie a fost ștearsă.
Conform unei telegrame a ambasadei americane în România, transmisă Washingtonului și publicată la începutul anului de WikiLeaks, susținea că președintele Traian Băsescu a renunțat în 2005 după o întâlnire cu ambasadorul american Richard Jones, la 80% din datoria irakiană.

## Schimburi comerciale cu Nigeria
România și Republica Federală Nigeria au stabilit relații diplomatice la 12 noiembrie 1966, la nivel de ambasadă.
În 1968 s-a deschis Ambasada României la Lagos și a fost acreditat primul ambasador rezident.
Din 2001, aceasta funcționează la Abuja (actuala capitală federală).
Ambasada Nigeriei la București a fost deschisă în 1974.
În anul 2008, exporturile românești în Nigeria fost de 47,9 milioane dolari, iar importurile din Nigeria au fost de 1,3 milioane dolari.

## Schimburi comerciale cu Qatar
- Aceasta este țara cu cel mai mare PIB pe cap de locuitor din lume. NU ți-ai dori să trăiești AICI Arhivat în 6 noiembrie 2012, la Wayback Machine., 4 noiembrie 2012, Bogdan Biszok, Capital